# Programa de Autogestión en Seguridad y Salud en el Trabajo
El Programa de Autogestión en Seguridad y Salud en el trabajo (PASST) es un programa de la Secretaría del Trabajo y Previsión Social del gobierno de México, al cual las empresas o centros de trabajo pueden afiliarse de manera voluntaria y demostrar sus condiciones de seguridad y salud en el trabajo, contando para ello con el beneficio de no recibir inspecciones en esta materia, durante el tiempo que la empresa se encuentre dentro del programa, llevando a cabo evaluaciones integrales de manera anual y recibiendo un distintivo como empresa segura a aquellas empresas que demuestren el cumplimiento de las normas de seguridad y salud en el trabajo, que no presenten accidentes laborales ni enfermedades de trabajo y que hayan implementado un sistema de gestión en SST de conformidad a los lineamientos vigentes.

## Antecedentes
El programa comenzó a partir de 1995 en la industria maquiladora de la frontera norte del país, dando cumplimiento a los compromisos derivados del Tratado de Libre Comercio de América del Norte. En los siguientes años de su existencia, el programa se ha extendido a todos los estados de México, resultando en la reducción de accidentes laborales y enfermedades profesionales.